# Smithwick's

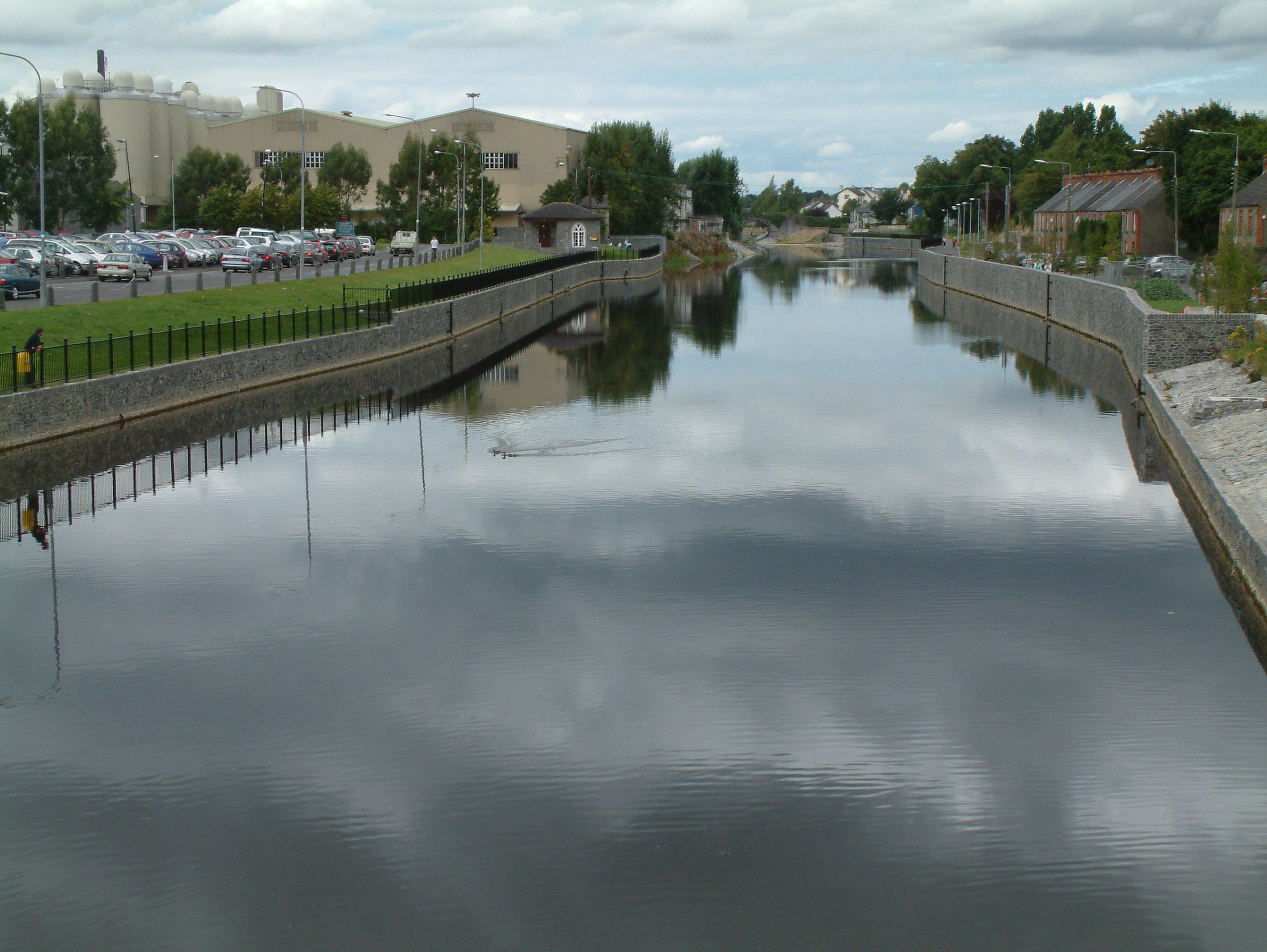
Fàbrica de Smithwick's (esquerra de la imatge) al costat del riu Nore, a Kilkenny.

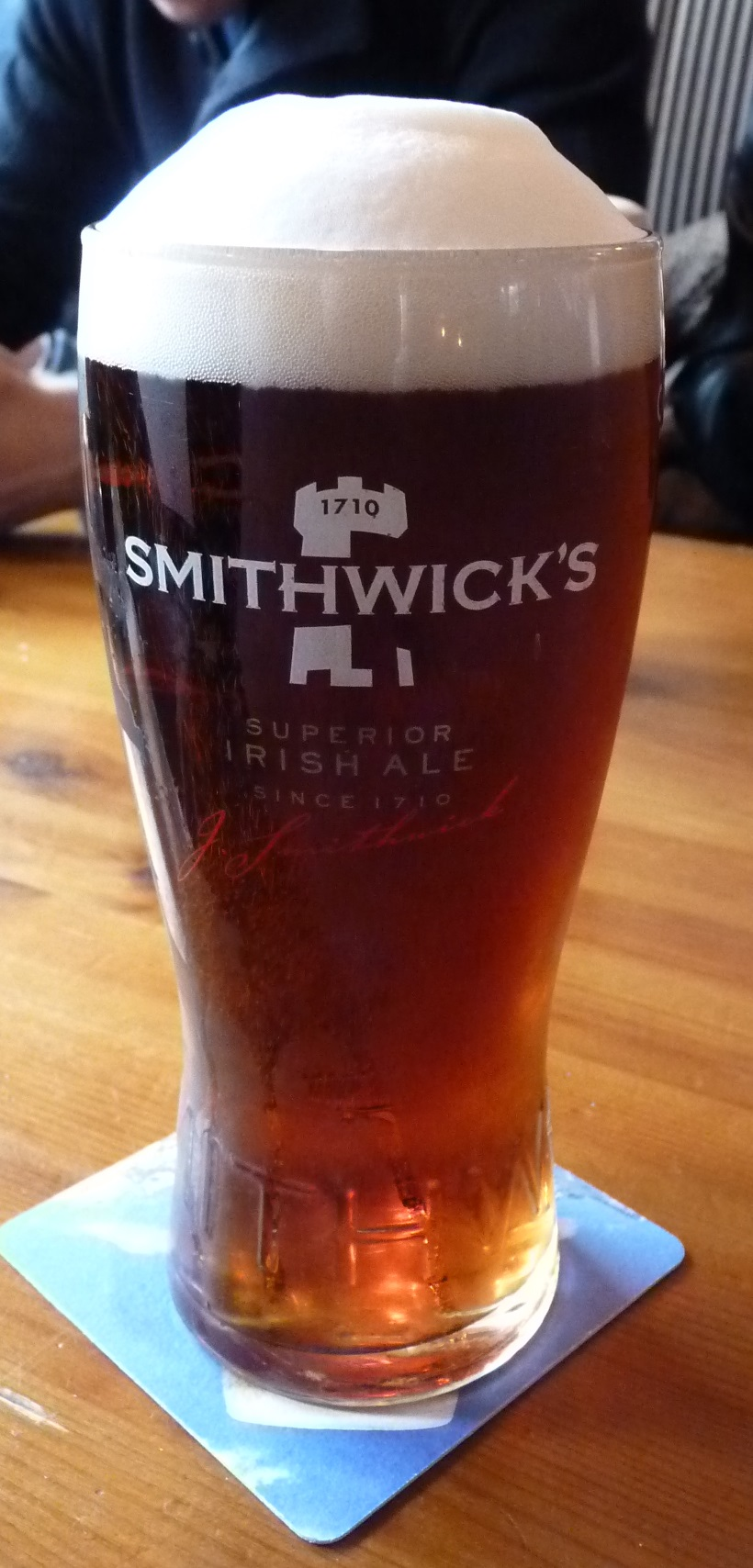
Pinta de cervesa

Smithwick's és una marca de cervesa irlandesa de tipus Red Ale, l'origen de la qual se situa a Kilkenny, encara que també es fabrica a Dundalk.
La seva història comença l'any 1710, quan John Smithwick va elaborar les seves primeres cerveses. L'any 1892 va guanyar el primer premi en una exhibició d'elaboradors de cervesa i destil·ladors a Dublín. James Smithwick es va fer càrrec de l'empresa l'any 1900, i va comprar a la cervesera competidora Sullivan's Kilkenny Breweries Ltd., la qual cosa va comportar un augment del negoci.
A la dècada del 1930, surt al mercat la cervesa Smithwick's No.1 i es comença a anunciar en periòdics, autobusos i tramvies de tot Irlanda. L'any 1937 la Smithwick's No.1 guanya el primer premi de la Competició de Cerveses Embotellades de Londres.
Va ser adquirida per la cerveseria Guinness l'any 1965.
És la tercera cervesa més popular d'Irlanda, després de la Guinness i Murphy's.